# Manipuł
Manipuł (łac. mǎnǐpŭlŭs, od łac. mǎnŭs – ręka) – jednostka taktyczna armii rzymskiej, złożona z dwóch centurii.

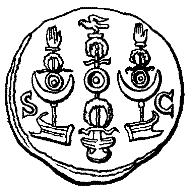
Symboliczne znaki manipułów legionu na monecie Galby

Nazwę tę wywodzono od znaku bojowego jednostki (signum), którym początkowo była wiązka siana zatknięta na ostrzu włóczni, później zastąpiona metalową wiązką liści albo znakiem ręki w postaci otwartej dłoni. 
Jako ugrupowanie taktyczne manipuł powstał w okresie wojen toczonych przez Rzymian z Samnitami. Stanowił najmniejszą jednostkę złożoną zasadniczo ze 120 ludzi, zorganizowanych w 2 centurie po 60 mężczyzn, wskutek czego ówczesny legion w taktycznym działaniu składał się z 30 manipułów. W boju manipuł występował w 3 rzędach w układzie rombowym, od czego stworzono określenie specyficznego szyku bojowego legionów rzymskich.
Szyk manipularny (quincunx) tworzyli ustawieni w trzech rzędach legioniści (reforma kamilliańska). Formacja ta miała kształt szachownicy, nie tworząc zwartej linii frontowej (jak np. falangi armii hellenistycznych), i takie rozstawienie manipułów umożliwiało szybkie wycofywanie zmęczonych walką żołnierzy poza szeregi w dalszych liniach, a także wycofanie lekkozbrojnych po wykonaniu ich zadania. W pierwszym szeregu stali najsłabsi, najmłodsi i jednocześnie najmniej doświadczeni żołnierze zwani hastati (od hasta – włócznia, choć wbrew nazwie nie nosili włóczni), uzbrojeni w krótkie miecze oraz cięższe oszczepy zwane pilum. Drugi szereg stanowili starsi, lepiej uzbrojeni principes (od "princeps" – pierwszy), a ostatni – najstarsi i najbardziej doświadczeni triarii (dosł. trzeciorzędni), wyposażeni w ciężkie włócznie hasta i traktowani jako ostateczna rezerwa.

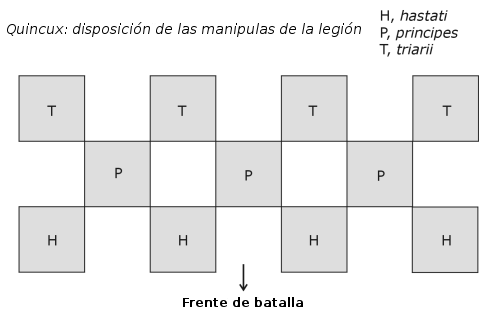
Rozmieszczenie oddziałów w szyku manipularnym względem czoła szyku (↓)

Najpierw do walki przystępowali hastati, potem – jeśli ich atak zawiódł, atakowali principes. Jeśli tylko ataki dwóch pierwszych szeregów zawiodły, do walki wyruszali triarii. Skrzydła piechoty osłaniała kawaleria. Na czele manipułu stało dwóch centurionów: pierwszy nazywał się prior, a drugi posterior. Prior pochodził z wyboru żołnierzy danego manipułu, natomiast posterior był mianowany przez niego. Mimo że w okresie republikańskim manipuł formalnie podzielony był na 2 centurie dowodzone przez setników (centurionów), nie miały one statusu samodzielnej jednostki. Niższej rangi podkomendnymi byli optio (dosł. „lepszy”) i tesserarius. Rozkazy za pomocą rogu przekazywał trębacz (cornicen). Kierunek marszu bądź ataku wskazywał chorąży niosący znak na drzewcu (signifer, od signum – znak i fero – niosę). W zależności od kategorii żołnierza manipuły liczyły od 60 ludzi (triarii) do 120–160 (principes i hastati).
Reformy Mariusza pod koniec II wieku p.n.e. zmieniły rolę manipułów w armii. Trzy manipuły (6 centurii) tworzyły kohortę, która odtąd stała się podstawową jednostką taktyczną, podczas gdy manipuły jako jednostka operacyjna utraciły istotne znaczenie na polu walki. Liczbę żołnierzy w nich zrównano, a podział na uzbrojonych teraz jednakowo (miecz i pilum) hastati, principes i triarii też przestał mieć znaczenie poza hierarchizacją rang centurionów. Najwyższe stanowisko w kohorcie miał prior manipułu triarii, najniższe – hastati; prior był zawsze wyższy rangą od posteriora. Najwyższym rangą centurionem w legionie był tzw. primipilus, czyli prior manipułu triarii w pierwszej kohorcie. Manipuły jako pododdziały nadal stanowiły część legionu zdolną samodzielnie działać i wykonywać określone zadania na szczeblu taktycznym, lecz skuteczniejszą i częściej wykorzystywaną jednostką w jego składzie była już kohorta.